# Петух (золотая монета Франции)
Петух, иногда Марианна — название золотых монет Франции достоинством 20 (наполеондор) и 10 (полунаполеондор) франков. Монеты этого типа чеканились с 1898 по 1914 год.

## Описание монет
Параметры монеты в 20 франков: диаметр — 21 мм, общий вес — 6,45161 г, содержание золота — 5,81 грамма (на 900 г золота 100 г меди). У монеты номиналом 10 франков вес в 2 раза меньше, диаметр — 19 мм, золото той же пробы.
На аверсе монет данного типа изображен профиль Марианны, национального символа Франции. Её образ как символ Республики и Свободы впервые появился во времена Великой французской революции. На голове у Марианны фригийская шапка, ещё один символом революции. Надпись над профилем Марианны гласит «REPUBLIQUE FRANCAISE» («Французская Республика»). На оборотной стороне изображение галльского петуха и надпись «LIBERTE · EGALITE · FRATERNITE». Эта фраза, в переводе означающая «Свобода, равенство, братство», была девизом Французской революции.
Существует два подтипа:
- монеты с гуртовой надписью «Боже, защити Францию» (Dieu protège la France), которые чеканились с 1899 по 1906 год (примерно 43 млн экземпляров монет номиналом 20 франков),
- монеты с гуртовой надписью «Свобода, равенство и братство» (Liberté Egalité et Fraternité), выпускавшиеся с 1906 по 1914 год.

В 1906 году чеканились обе разновидности.
Изменение надписи связано с разделением церкви и государства после 1905 года. Тогда под давлением антиклерикалов надпись «Боже, защити Францию» была заменена в 1907 году на «Свобода, равенство и братство».

## История
Золотая французская монета достоинством 20 франков является одной из самых популярных исторических европейских монет среди нумизматов. Уцелевшие монеты первых тиражей считаются наиболее ценными. Около 1 млн французских 20-франковых монет было переплавлено в 30-е годы XX века после конфискации золота у населения США. Ещё большее количество этих монет было переплавлено в 70-е и 80-е годы, когда цена золота скачкообразно повысилась до 850 долларов США за тройскую унцию.
В 1921 году и в 1951—1960 годах выпускались новоделы, на которых указаны годы с 1907 по 1914. Всего в 1951—1960 годах было отчеканено около 37 млн 20-франковых монет «петух» образца 1907—1914 годов. Тираж 1921 года неизвестен.
В конце 70-х годов XX века цена на «петухи» выросла на более 100 % их цены в золоте. На своем пике в январе 1980 года, например, наполеондор стоил в 2,5 раза больше своего веса в золоте, что стимулировало фальшивомонетчиков получить разницу на подделке. Имеются монеты, выпущенные фальшивомонетчиками с годом «1915», хотя официальный выпуск их прекратился в 1914 году. Сегодня поддельные «петухи» 1915 года продаются как и другие современные золотые монеты — без наценки за редкость. При увеличении можно увидеть отличие между настоящими и поддельными монетами. На оригинальном «петухе» присутствует маленький рог изобилия — символ Парижского монетного двора.

## Объёмы чеканки
Первый тип (1899—1906) — гуртовая надпись DIEU PROTÈGE LA FRANCE.
Всего отчеканено: 20 франков — 43 034 473 экземпляра.
| Годы | Тираж 20 франков | Тираж 10 франков | Примечания                                 |
| ---- | ---------------- | ---------------- | ------------------------------------------ |
| 1899 | 1 500 000        | 699 000          |                                            |
| 1899 | ???              | ???              | матовый пруф                               |
| 1900 | 605 982          | 1 570 000        |                                            |
| 1900 | 9 443            |                  | матовый пруф                               |
| 1901 | 2 643 350        | 2 100 000        |                                            |
| 1902 | 2 393 707        |                  |                                            |
| 1903 | 4 405 175        |                  |                                            |
| 1904 | 7 705 674        |                  |                                            |
| 1905 | 9 158 132        | 1 426 000        |                                            |
| 1906 | 14 613 010       | 3 665 000        | тираж включает более позднюю разновидность |

Второй тип (1907—1914) — гуртовая надпись LIBERTÉ ÉGALITÉ FRATERNITÉ.
Всего отчеканено: 20 франков — 74 414 415 экземпляров.
На монетах, отчеканенных в 1921 году и в 50-х годах, указаны годы с 1907 по 1914-й.
| Годы | Тираж 20 франков | Тираж 10 франков | Примечания                                |
| ---- | ---------------- | ---------------- | ----------------------------------------- |
| 1906 | 14 613 010       | 3 665 000        | тираж включает более раннюю разновидность |
| 1907 | 17 715 935       | 3 364 000        |                                           |
| 1908 | 6 721 325        | 1 650 000        |                                           |
| 1909 | 9 636 955        | 599 000          |                                           |
| 1910 | 5 779 072        | 2 110 000        |                                           |
| 1911 | 5 346 044        | 1 881 000        |                                           |
| 1912 | 10 331 805       | 1 756 000        |                                           |
| 1913 | 12 163 138       |                  |                                           |
| 1914 | 6 720 141        | 3 041 000        |                                           |

## Монеты 2014—2016 годов
В 2014—2016 годах Парижский монетный двор выпустил серию монет «Петух» (Le Coq), состоящую из двух серебряных (10 и 100 евро) и трёх золотых (100, 1000 и 5000 евро) монет.